# Gerhard Struber
Gerhard Struber (Kuchl, 24 januari 1977) is een Oostenrijkse voetbaltrainer en een voormalig profvoetballer. Sinds juli 2025 is hij hoofdcoach van Bristol City.

## Spelersloopbaan
Struber speelde in zijn loopbaan voor verschillende Oostenrijkse clubs, waaronder SV Salzburg, Admira Wacker en LASK. Hij kwam uit in zowel de Oostenrijkse Bundesliga als de 2. Liga, en stond doorgaans opgesteld als middenvelder. In het seizoen 1996/97 werd hij landskampioen met SV Salzburg. Struber beëindigde zijn spelerscarrière in 2008, na in totaal 228 officiële wedstrijden te hebben gespeeld, waarin hij 21 keer scoorde. Daarnaast kwam hij drie keer in actie voor Oostenrijk –21. 

## Trainersloopbaan

### Red Bull Salzburg (jeugd)
Na zijn spelerscarrière was Struber tussen 2007 en 2010 actief als jeugdtrainer van de onder-19 van Red Bull Salzburg. Daarna koos hij ervoor zich te richten op een maatschappelijke carrière, maar bleef actief in het voetbal als trainer van SV Kuchl, een amateurclub uit zijn woonplaats die destijds uit kwam in de Salzburger Liga. Tijdens een oefenwedstrijd van zijn team raakte hij in gesprek met Ralf Rangnick, die hem aanmoedigde om zich volledig op het trainersvak te richten. Struber keerde daarop terug naar Red Bull Salzburg, waar hij in het seizoen 2014/15 de onder-15 onder zijn hoede kreeg. In 2015/16 werd hij aangesteld als assistent-trainer van het eerste elftal, waar hij werkte onder drie verschillende hoofdtrainers: Peter Zeidler, Óscar García en Thomas Letsch. Het seizoen daarop (2016/17) was hij verantwoordelijk voor de onder-16, waarmee hij kampioen werd. In 2017/18 vervulde Struber een dubbelfunctie als teammanager van FC Liefering – de satellietclub van Red Bull Salzburg – en trainer van het jeugdteam dat deelnam aan de Youth League. In dat toernooi bereikte hij met zijn ploeg de achtste finale, waarin met 3–1 werd verloren van FC Porto. Na afloop van dat seizoen werd hij benoemd tot hoofdtrainer van FC Liefering.

### FC Lievering
Op 27 juli 2018 maakte Struber zijn debuut als hoofdtrainer in het betaald voetbal tijdens de uitwedstrijd van FC Liefering tegen SV Horn in de Oostenrijkse 2. Liga. In de Sparkasse Horn Arena werd met 0–2 gewonnen. In november van dat jaar stapte hij in onderling overleg terug als hoofdtrainer, waarna zijn assistent Janusz Góra het roer overnam. Struber kreeg vervolgens de functie van talentmanager en besloot zich volledig te richten op het behalen van zijn trainerslicentie.

### Wolfsberger AC
In mei 2019 verliet Struber voor het eerst de Red Bull-organisatie en tekende hij een eenjarig contract bij Wolfsberger AC, de club uit de zuidelijke deelstaat Karinthië. Hij werd daarmee de opvolger van Christian Ilzer.  Op 20 juli 2019 zat hij voor het eerst op de bank als hoofdtrainer tijdens de eerste ronde van de ÖFB-Cup, in de uitwedstrijd tegen amateurclub SAK Klagenfurt. Mede dankzij twee doelpunten van Romano Schmid en Marc Andre Schmerböck won Wolfsberger met 0–9. Een week later maakte Struber zijn debuut als trainer in de Oostenrijkse Bundesliga, in een uitwedstrijd tegen Admira Wacker. In de  Motion invest Arena werd met 0–3 gewonnen, mede dankzij twee treffers van Shon Weissman. Op 19 september 2019 maakte hij zijn Europese debuut in de groepsfase van de Europa League. In een uitwedstrijd in het Borussia-Park boekte zijn ploeg een indrukwekkende 0–4 overwinning op Borussia Mönchengladbach. Struber kende een sterke start als trainer en stond na tien wedstrijden met Wolfsberger AC op de tweede plaats in de competitie. Deze prestaties bleven niet onopgemerkt: na veertien wedstrijden verliet hij Wolfsberger om aan de slag te gaan bij Barnsley, een club uit de EngelseChampionship die in degradatiegevaar verkeerde.

### Barnsley
Op 20 november 2019 tekende Struber een contract tot medio 2022 bij de Engelse club Barnsley, waar hij de ontslagen Duitse trainer Daniel Stendel opvolgde. Enkele dagen later leidde hij de ploeg, die op dat moment de laatste plaats bezette, voor het eerst tijdens de uitwedstrijd tegen Blackburn Rovers. In het Ewood Park werd met 3–2 verloren. Struber wist Barnsley gedurende het seizoen 2019/20 niet uit de degradatiezone te halen, maar op de laatste speeldag zorgde een doelpunt in de 91e minuut voor een verrassende 1–2 zege op Brentford, waarmee de club zich ternauwernood veilig speelde en als 21e eindigde. Het seizoen 2020/21 begon moeizaam: in de eerste vier competitiewedstrijden werd slechts één punt behaald. Ook in de EFL Cup kende Barnsley weinig succes; de ploeg werd in de derde ronde met 6–0 uitgeschakeld door Chelsea. Struber besloot niet te wachten op een eventueel ontslag en maakte de overstap naar het Amerikaanse Red Bull New York.

### Red Bull New York
Eind september 2020 werd bekend dat Struber een driejarig contract had getekend bij New York Red Bulls, uitkomend in de Major League Soccer (MLS). Op 21 november zat hij voor het eerst op de bank tijdens een uitwedstrijd in de play-offs tegen Columbus Crew. De wedstrijd eindigde in een 3–2 nederlaag, waardoor het seizoen direct ten einde kwam. In zowel 2021 als 2022 wist Struber zich met zijn ploeg niet te plaatsen voor de play-offs. In het seizoen 2022 bereikte Red Bull wel de halve finale van de Amerikaanse beker waarin met 5–1 werd verloren van Orlando City. Na een teleurstellende start van het seizoen 2023, waarin slechts één overwinning werd geboekt in de eerste elf wedstrijden, werd Struber ontslagen.

### Red Bull Salzburg (hoofdtrainer)
Enkele maanden na zijn ontslag keerde Struber terug bij Red Bull Salzburg, waar hij in juli 2023 een contract voor twee jaar tekende. Op 20 september maakte hij zijn debuut als hoofdtrainer in de Champions League, met een 0–2 uitzege in depoulefase tegen Benfica. Uiteindelijk eindigde de club als vierde en laatste in de poule, waardoor uitschakeling volgde. In de Oostenrijkse beker bereikte Salzburg de halve finale, waarin ze in eigen huis met 3–4 verloren van Sturm Graz. Ondanks een eerste plaats in de competitie werd Struber zes wedstrijden voor het einde van het seizoen ontslagen, na een reeks van drie wedstrijden zonder overwinning. De clubleiding vond nieuwe impulsen noodzakelijk. Zijn opvolger, Onur Cinel, slaagde er niet in kampioen te worden, waardoor Salzburg na tien jaar de titel aan Sturm Graz moest laten.

### 1. FC Köln
In de zomer van 2024 werd Struber aangesteld als hoofdtrainer van 1. FC Köln, dat net was gedegradeerd naar de 2. Bundesliga. Hij tekende een contract tot medio 2026 en volgde daarmee Timo Schultz op. Zijn opdracht was om de club binnen één seizoen terug te leiden naar de Bundesliga. Ondanks de degradatie wist Köln enkele sleutelspelers, waaronder Eric Martel, Timo Hübers en Florian Kainz, aan zich te binden. Door een transferverbod mocht de club geen nieuwe spelers aantrekken, waardoor Struber aan het begin van het seizoen 2024/25 volop kansen gaf aan jonge talenten als doelman  Jonas Urbig en aanvaller Tim Lemperle. Struber kende een moeizaam begin; na tien wedstrijden bevond 1. FC Köln zich in de middenmoot. Als reactie voerde hij enkele ingrijpende wijzigingen door: hij verving Jonas Urbig door de meer ervaren Marvin Schwäbe en koos voor een defensievere speelstijl. Deze aanpassingen zorgden voor een omslag, waarna de club zeven wedstrijden op rij ongeslagen bleef en als koploper de winterstop inging. In de tweede seizoenshelft haperde het elftal echter; in april werd slechts één overwinning behaald, een 3–1 thuiszege op Preußen Münster. Ondanks de tweede plaats besloot de clubleiding begin mei in te grijpen. Na een teleurstellend 1–1 gelijkspel tegen hekkensluiter Jahn Regensburg werd Struber ontslagen. Voor de laatste twee wedstrijden werd hij opgevolgd door Friedhelm Funkel, onder wie Köln als kampioen eindigde en zo directe promotie naar de Bundesliga afdwong.

### Bristol City
Een maand na zijn ontslag bij 1. FC Köln werd bekend dat Struber was aangesteld als hoofdcoach van Bristol City, uitkomend in de Championship, het tweede niveau in Engeland. Hij tekende een driejarig contract tot medio 2028 en volgde daarmee Liam Manning op.

## Persoonlijk
Struber groeide op een boerderij net buiten Salzburg op. Na zijn voetbalcarrière werkte hij als salesmanager in de verzekeringssector en behaalde hij een MBA. Toen hij besloot zich volledig op het voetbal te richten, beëindigde hij zijn loopbaan in het bedrijfsleven.

## Statistieken
| Van                       | Tot        | Club              | Duels | W  | G  | V  | Pt  | Ratio |
| ------------------------- | ---------- | ----------------- | ----- | -- | -- | -- | --- | ----- |
| 01.07.2025                |            | Bristol City      | 0     | 0  | 0  | 0  | 0   | 0     |
| 01.07.2024                | 05.05.2025 | 1. FC Köln        | 36    | 19 | 7  | 10 | 64  | 1,78  |
| 31.07.2023                | 15.04.2024 | Red Bull Salzburg | 34    | 20 | 6  | 8  | 66  | 1,94  |
| 06.10.2020                | 08.05.2023 | Red Bull New York | 87    | 33 | 23 | 31 | 122 | 1,40  |
| 20.11.2019                | 05.10.2020 | Barnsley          | 39    | 14 | 8  | 17 | 50  | 1,28  |
| 01.07.2019                | 19.11.2019 | Wolfsberger AC    | 21    | 11 | 4  | 6  | 37  | 1,76  |
| 01.07.2018                | 04.01.2019 | Wolfsberger AC    | 15    | 6  | 1  | 8  | 19  | 1,27  |
| Bijgewerkt tot 5 mei 2025 |            |                   |       |    |    |    |     |       |

## Erelijst

### Als Speler
| Bundesliga | 1x | 1996/97 |